# Idrettsklubben Start
L'I.K. Start és un club de futbol de la ciutat de Kristiansand, a Noruega.

## Història
El club va ser fundat el 19 de setembre de 1905. Juga els seus partits al Sør Arena, inaugurat el 2007. Anteriorment va jugar al Kristiansand Stadion. Ha estat campió de lliga els anys 1978 i 1980.

## Jugadors destacats
- Svein Mathisen
- Trond Pedersen
- Arve Seland
- Erik Mykland
- Tore André Dahlum
- Petter Belsvik
- Frode Olsen
- Andreas Lund
- Espen Johnsen
- Frank Strandli
- Tommy Svindal Larsen
- Pål Lydersen
- Claus Eftevaag
- Sten Glenn Håberg

## Palmarès
- Lliga noruega de futbol (2): 1978, 1980